# Prva poslanica Korinćanima
Prva poslanica Korinćanima knjiga je Novog zavjeta i pripada Pavlovim poslanicama. Načinjena je kao Pavlovo pismo kršćanskoj zajednici u gradu Korintu. Kratica je ove poslanice: 1Kor. Najpoznatiji dio poslanice je Hvalospjev ljubavi.

## Autor i naslovnici
Pošiljatelji ovog pisma su Pavao i Sosten. Vrijeme nastanka je za vrijeme trećeg Pavlovog misijskog putovanja, oko 54. godine, a mjesto nastanka je Efez. Korint je bio vrlo miješana sredina, u kojoj su skoro dvije trećine stanovništva bili robovi, ali je u isto vrijeme bio i kozmopolitski grad i intelektualno središte. Prva poslanica Korinćanima, pripada bez sumnje, autentičnim pismima sv. Pavla. Pavao ovdje odgovara na pitanja koja mu se postavljaju sa strane Korintske zajednice. 

## Povod pisma
Pavao je dobio vijesti da u kršćanskoj zajednici Korinta vladaju razdor i svađa. Osim toga iz korintske zajednice, koja se bori s mnogim problemima stiže mu pismo s pitanjima o bračnom suživotu, kao i o još nekim bitnim vidovima kršćanskog života.

## Književna vrsta
Ovo je tematski orijentirano pismo, u kojem Pavao počinje s njemu primarnim problemom, a to su podjele u zajednici.  Zbog toga se može prvu Pavlovu poslanicu nazvati i pozivom na slogu i jedinstvo.

## Sadržaj poslanice

### Početak 1 Kor 1, 1-19
Uvod 1, 1-3 spominje Sostena kao supošiljatelja pisma. Navodi naslov kome je namijenjeno pismo, osim zajednice u Korintu i  „svima što na bilo kojemu mjestu prizivlju ime Isusa Krista, Gospodina našega, njihova i našega”. Taj katolički, odnosno sveopći, naslov, potječe vjerojatno iz vremena u kojem su se Pavlova pisma među zajednicama izmjenjivala. Uvod završava blagoslovom „Milost vam i mir od Boga, Oca našega, i Gospodina Isusa Krista!”

## Podjela među vjernicima 1 Kor 1,10 - 4,21
Ljudi Kloje izvjestili su Pavla o razdorima do kojih je došlo u zajednici 1,10-17. Stvorile su se grupe, koje se pozivaju na razne misionare, i prema njima se dijele. Pavao navodi sebe samog, Apolona i Petra. Kao čevrtu grupu Pavao navodi Kristovu stranku, o kojoj postoje razlilčite hipoteze, od toga da je riječ doista o zasbnoj stranci, do toga da je Pavao htio naglasiti da on pripada jedino Kristu i da bi tako trebalo biti i sa svakim kršćaninom. 
Pavao objašnjava da su svi učenici samo oruđe za širenje Božje riječi, te da nitko od njih ne čini ništa radi sebe nego iz ljubavi prema Kristu 1,17. Bog izabire slabe, da se kršćani, samo u Kristu Isusu mogu dičiti. U njemu su stekli pravdu, svetost i spasenje (1,30). Riječ o križu odgovara propovjedi apostola, koja retorički ne sja, već se na snagu Božju oslanja 1, 18-2,5. Unatoč tome Pavao može svoju propovijed smatrati mudrosnom. Ona se crpi iz Duha Božjeg, jer se Bog vjernicima objavio u Duhu Svetome. No ljudi zarobljeni u svjetovnom razmišljanju ne mogu spoznati mudrost Božju (2, 6-16). Pavao podsjeća zajednicu na njezin osnutak. Prije su bili jos suviše zemaljskog pogleda, pa je morao svoje misionarske propovjedi uskladiti s time. Suočen s razdorom u koji je zajednica sada zapala, Pavao se pribojava ponovnog povratka u prvobitno stanje. Pavao i Apolon samo su vrtlari u Gospodnjem vrtu (zajednici) i graditelji, koji na temeljima – koji samo na Kristu počivaju – grade zajednicu. Zajednica je hram Božji, koji ne smije biti oskvrnut 3,1-23. Kristu pripada sve 3, 21. U tom je pogledu Apostol istog mišljenja kao i Korinćani, oni pripadaju Kristu, a time i Bogu. Potpuna sloboda za kršćane ne postoji, kršćani jesu upravo po svojoj pripadnosti Kristu. To im Pavao razjašnjava na svome postojanju, kao apostola 4,1-21. Ono odgovara njegovoj propovjedi o križu koja im treba poslužiti kao primjer. Sve što imaju dar je od Boga i nemaju razloga za oholost. Na kraju se osvrće na problem podjela u zajednici, te navješćuje svoj skori posjet i osobno rješavanje spora.

## Ukor zbog grešnih običaja u zajednici 1 Kor 5,1-6,20
Pavlu je došlo do ušiju, da jedan član zajednice živi sa svojom pomajkom. On zahtijeva od zajednice da tog čovjeka izbace iz svoje sredine. U tom kontekstu on pojašnjava nesporazum koji se izrodio iz jednog prijašnjeg pisma Zajednica se iznutra treba očistit od bluda 5,1-13 i grešnih običaja koji se zadržavaju još od Mojsijeva vremena.
Kršćani vode međusobno sporove pred poganskim sudovima. To je za Pavla nedjelo i jasan dokaz, da je zajednica u Korintu slabo povezana i nejedinstvena.  Sama činjenica suđenja proturječi njegovom pojmu zajednice, jer rezultira nanošenjem nepravde. Kršćani su od Boga posvećeni i ne smiju opet zapasti u stari način ponašanja, na koji ih Pavao podsjeća 6, 1-11. Pavao kaže „sve mi je dopušteno!” – ali opet ih ograničava riječima: „ali sve ne koristi” 6, 12. Kršćani su udovi Krista i hram Duha Božjeg. Zato je za kršćanina odnos s prostitutkom nemoguć, kao i svaki drugi oblik bluda u izvanbračnoj zajednici 6, 12-20.

## Pitanja o bračnom životu i rastavi 1 Kor 5, 1-6,20
Pavao se osvrće i na upite Korinćana. Iako se u 7,1-40 radi o pitanjima braka i celibata,  Apostol pravi problem zapravo vidi u pozadini svega toga, a taj problem je: kako se kršćani u socijalnim vezama i odnosima trebaju ponašati, a da to bude u skladu s Evanđeljem. To pogotovo pokazuje odlomak 7,17-24,  u kojem on kaže da ljudi ne trebaju mijenjati svoj društveni položaj.
U uvodnom dijelu o braku, govori se sa stajališta da brak služi kako bi se ljudi ogradili od bluda. U skladu s evanđeoskim tekstom Mk 10,11 Pavao govori da je brak neponištiv. Izuzetak je jedino brak s nekršćaninom (poganinom), te ako taj želi razvod kršćanski partner mu ga mora dati. Pavao se potom osvrće na pitanje celibata. On vidi da se približava kraj ovoga (zemaljskog) svijeta, te se stoga nitko ne bi trebao zamarati svjetovnim stvarima. Pavao naglašava da je to s njegovog stajališta jednostavno bolji put, no on dopušta i druge puteve: „Tko se oženi svojom djevicom, dobro čini, a tko se ne oženi, bolje čini.”

## Ophođenje prema mesu žrtvovanome idolima 1 Kor 8, 1-11, 1
U Korintu je postojalo dvojako mišljenje oko mesa žrtvovanog idolima. Pavao mišljenja da to meso nema nikakvog religioznog značenja, jer postoji samo jedan Bog. Unatoč tome, kaže da je bolje ne jesti od tog mesa, kako ne bi sablaznili svoju braću 8, 1-13. U 9,1-27 Pavao govori o tome kako se služiti slobodom u Kristu. On svojim vlastitim primjerom pokazuje kako potpuna sloboda ne postoji. Evanđelje i njegovo navješćivanje označuju granicu 9, 19-27. U teološkom razmatranju problema 10, 1-11,1 služi priča o izlasku iz Egipta, kao upozoravajući primjer Korinćanima 10, 1-13. Oni ne smiju dopustiti da njima zavladaju pohlepa i zlo. Bog će pomoći prebroditi kušnju.
Božja gozba, ne smije biti pomiješana s poganskim kultovima 10, 14-22. Zato je kršćanima sudjelovanje pri poganskim obredima strogo zabranjeno. Sloboda jedenja žrtvovanog mesa vrijedi samo za meso kupljeno na tržnici i ono posluženo pri gostovanjima 10, 23-11,1, ali ne treba svijesno jesti žrtvovano meso, kako ne bi savijest drugog opteretili. Neredi pri okupljanju zajednice 1 Kor 11, 2 -34 Zatim se osvrće na slavlja Gospodnje večere, na kojim je dolazilo do nereda 11, 20-22. Pavao citira predaju posljednje večere 11, 23-25, kako bi Korinćane podsjetio na njezin pravi smisao. Ako njihova slavlja tome ne budu odgovarala bit će im suđeno 11,17-34. Pod Gospodnja večera misli se na ustanovljeni oblik euharistije Lk 22, 19-20.  

## Darovi Duha (karizme)  u zajednici 1 Kor 12, 1-14,40
U zajednici postoje razni darovi duha karizme, a oni svi dolaze od Duha Gospodnjeg. Po krštenju svi kršćani postaju udovi tijela Kristova. Kao što nijedan ud ne može sam postojati, tako ne može niti dar Duha Svetoga, za sebe opstojati i uzdići se nad drugima. Svatko je dobio poseban dar milosti i funkciju u životu zajednice 12, 1-31. Najviši put je onaj ljubavi 13,1-13. Ona ostaje i onda kad sve drugo postane prošlost. „A sad ostaje vjera, ufanje, ljubav, ovo troje, ali je najveća među njima ljubav.” Može se po strukturi podijeliti na tri dijela: uzvišenost ljubavi 13, 1-3, djela ljubavi 13, 4-7 i neprolaznost ljubavi 13, 8-13. Prvi dio je posvećen veličanju ljubavi, njezine vrijednosti, bez ljubavi ništa nema smisla, jer ljubav je ono od čega sve polazi, i na čemu završava. 
Drugi dio se osvrće na osobine ljubavi. Pavao je ovim hvalospjevom ljubavi htio svratiti Korinćanima pozornost na ono najbitnije u kršćanskom životu- a to je ljubavi, život prožet ljubavlju.   
U nastavku Pavao govori o poznavanju jezika i prorokovanju 14, 1-40. Govor u jezicima primarno služi vlastitom izgrađivanju, dok prorokovanje služi izgrađivanju Crkve, te je stoga bitnije.

## Uskrsnuće mrtvih 1 Kor 15, 1-58
Često sv. Pavao kod spornih pitanja, podsjeća dotične prvo na zajedničku predaju 15, 3b-5.  Kako je uskrsnuće mrtvih bila sporna točka, spominje im u predaji svjedoke Kristova Uskrsnuća, a na kraju i sebe samog 15, 1-11. Tko niječe uskrsnuće mrtvih, niječe i uskrsnuće Isusa Krista. a to je temelj kršćanske vjere. Pošto je Krist uskrsnuo, po njemu su uskrišeni svi. Čak i u korintskoj praksi krštenja, vidi se vjera u uskrsnuće, ali i stalna ugroženost apostolovog života, pokazuje tu vjeru. Način uskrsnuća može se objasniti samo analogijom. Pavao uspoređuje smrt i uskrsnuće s golim zrnom [pšenice], koje kasnije dobiva svoje tijelo. Tako je i s ljudima, zemaljsko će umrijeti, a nebesko će se roditi. Posljednji dan će svi biti preobraženi, živi i mrtvi 15, 12-58.

## Zaključak polemike 1 Kor 16, 1-24
U završnom osvrtu 16,1-18, Pavao je odredio način sabiranja za jeruzalemsku zajednicu. Zatim je iznio svoj plan putovanja,  te im navjestio svoj skorašnji posjet. Također im je prenio pozdrave ostalih zajednica kršćana.